# Anisothecium skottsbergii
Anisothecium skottsbergii är en bladmossart som beskrevs av Brotherus 1924. Anisothecium skottsbergii ingår i släktet Anisothecium och familjen Dicranaceae. Inga underarter finns listade i Catalogue of Life.